# Кент, Рокуэлл
Рокуэлл Кент (англ. Rockwell Kent, 1882—1971) — американский художник, писатель, путешественник и общественный деятель. В творчестве сочетал реалистическую манеру с романтическим символизмом.

## Биография
Родился 21 июня 1882 года в городе Тарритаун (штат Нью-Йорк, США). Ранние годы провёл в Нью-Йорке и его окрестностях. Получил архитектурное образование в Колумбийском университете. Учился живописи у известных американских художников: Уильяма Чейза, Кеннета Хейза Миллера и Эббота Тейера. Также учился в студии Роберта Генри.

### Путешествия и картины
Ранние картины его с пейзажами Нью-Гэмпшира и горы Монаднок в 1904 году приняли участие в выставке Общества американских художников. В 1905 году он предпринял своё первое серьёзное путешествие и на пять лет обосновался на острове Монеган в штате Мэн. Первые мэнские пейзажи Кента были выставлены в Нью-Йорке в 1907 году и получили положительные отзывы критиков. В 1914—1915 годах путешествовал по Ньюфаундленду, в 1918—1919-х отправился на Аляску, на Лисий остров, со своим девятилетним сыном, тоже Рокуэллом. Создал там серию картин и гравюр, посвящённых этому краю, а также написал свою первую книгу — «В диком краю» (англ. Wilderness), которая была издана в 1920 году.
В 1922—1923 годах совершил путешествие на Огненную Землю, в 1926 году в Ирландию и трижды — в 1929, 1931—1932 и 1934—1935 годах — посещал Гренландию, в которой подолгу жил, внимательно ознакомившись с бытовой культурой и традициями местных эскимосов.
В конце 1920-х дебютировал как книжный иллюстратор. Издательская компания RR Donnelley пригласила его иллюстрировать одну из их книг. Художник выбрал «Моби Дик» Германа Мелвилла, роман, некоторое время пребывавший в забвении, но незадолго до того заново открытый критиками. Книга с его иллюстрациями вышла в 1930 году. В 1925 году он разработал логотип для нью-йоркского издательства Viking Press.

### Взгляды и приём в СССР
Хотя он происходил из относительно привилегированной среды, но всю жизнь был человеком ниже среднего достатка, и уже в раннем возрасте у Кента сформировались радикальные политические взгляды. В 1904 году он вступил в Социалистическую партию Америки и отдал свой первый голос на президентских выборах за Юджина Дебса. Его уважение к достоинству труда, приобретённое благодаря личному опыту, сделало его ярым сторонником профсоюзного движения. В 1912 году он ненадолго присоединился к Индустриальным рабочим мира, а затем состоял в Американской федерации труда и Конгрессе производственных профсоюзов.
С конца 1930-х годов стал политическим активистом. В 1939 году присоединился к социалистической организации International Workers Order и стал автором логотипа этой организации. Выступал против фашизма, участвовал в 1-м Всемирном конгрессе защиты мира, был одним из инициаторов и авторов Стокгольмского воззвания (март 1950 года), делегатом Всемирного конгресса за всеобщее разоружение и мир; являлся членом Всемирного Совета Мира (с 1955 года). Кент не был коммунистом и считал свои политические взгляды соответствующими лучшим традициям американской демократии. Однако Госдепартамент расценил его деятельность как прокоммунистическую и приостановил действие его заграничного паспорта в 1950 году. В июне 1958 года Верховный суд США в деле «Кент против Даллеса» подтвердил его право на поездки за рубеж, объявив запрет нарушением его гражданских прав.

Его политическая активность в условиях послевоенного антикоммунизма, а также рост популярности абстрактного экспрессионизма в США привели к тому, что популярность его художественного творчества в родной стране практически сошла на нет. Тем не менее, его левые взгляды принесли ему популярность в СССР и благосклонность советских властей. В 1957 году он стал председателем Национального совета американо-советской дружбы. В 1960 году он передал несколько сотен своих картин и рисунков в дар советскому народу и вскоре (в 1962 году) стал почётным членом Академии художеств СССР, а ещё через пять лет был удостоен Международной Ленинской премии «За укрепление мира между народами». Часть премиальных денег ($10 тыс.) он потратил на благотворительность в пользу пострадавших в ходе Вьетнамской войны. Его произведения смогли увидеть в разных городах СССР (Рига, Ленинград, Одесса, Киев, Москва), сам он посещал многие места в Советском Союзе, от Закарпатья до Карелии, и тесно общался с местными художниками, например, писал:
«Недавно в Москве я встретился с двумя одарёнными молодыми художниками из Киева Адой Рыбачук и Владимиром Мельниченко. Они жили и работали в Советской Арктике, также как и я, они любят Крайний Север и его обитателей... Под блестящим покровом современной жизни, ее культурных манер и одежд, все возрастающих удобств находится Человечество, Человек, с его разумом и чувствами. Разве это не заставляет нас стремиться проникнуть сквозь покровы, чтобы познать человека, его сущность? Разве искусство не должно открыть ее нам? Эту сущность открывают работы двух упоминавшихся молодых художников… Мы, стремящиеся создать для людей лучший мир, должны знать глину, из которой лепим человека».

### Смерть и память
Умер в Платсберге, штат Нью-Йорк, 13 марта 1971 года. 2 июля 1985 года в честь Рокуэлла Кента астероиду, открытому 21 августа 1977 года Н. С. Черных в Крымской астрофизической обсерватории, присвоено наименование «(2529) Rockwell Kent».

## Издания на русском языке
- Рокуэлл Кент. Курс N by E / Пер. с англ. З. В. Житомирской. Рис. автора. — М.: Географгиз, 1962. — 272 с.: ил. — (50 000 экз.).
- Рокуэлл Кент. Саламина / Пер. с англ. В. К. Житомирского, Н. Я. Болотникова. Рис. автора. — М.: Географгиз, 1962. — 392 с.: ил. — (50 000 экз.).
- Рокуэлл Кент. Саламина / Изд. второе. Пер. с англ. В. К. Житомирского. Ред. послесл. и примеч. Н. Я. Болотникова. Рис. автора. — М.: Мысль, 1965. — 389 с.: ил. — (Путешествия, приключения, поиск). — (70 000 экз.)
- Рокуэлл Кент. В диком краю / Пер. с англ. З. В. Житомирской. Рис. автора. — М.: Мысль, 1965. — 192 с.: ил. — (Путешествия, приключения, фантастика). — (97 000 экз.).
- Рокуэлл Кент. Это я, Господи! / Пер. с англ. И. Кулаковской, К. Чугунова. Рис. автора. — М.: Искусство, 1965. — 648 с.: ил. — (100 000 экз.).
- Рокуэлл Кент. Плавание к югу от Магелланова пролива / Пер. с англ. М. Тугушевой, Н. Явно. Рис. автора. — М.: Мысль, 1966. — 248 с.: ил. — (Путешествия, приключения, фантастика). — (80 000 экз.).
- Рокуэлл Кент. Гренландский дневник / Пер. с англ. В. К. Житомирского. — М.: Мысль, 1969. — 312 с.: ил. — (100 000 экз.).